# Skottlands historia

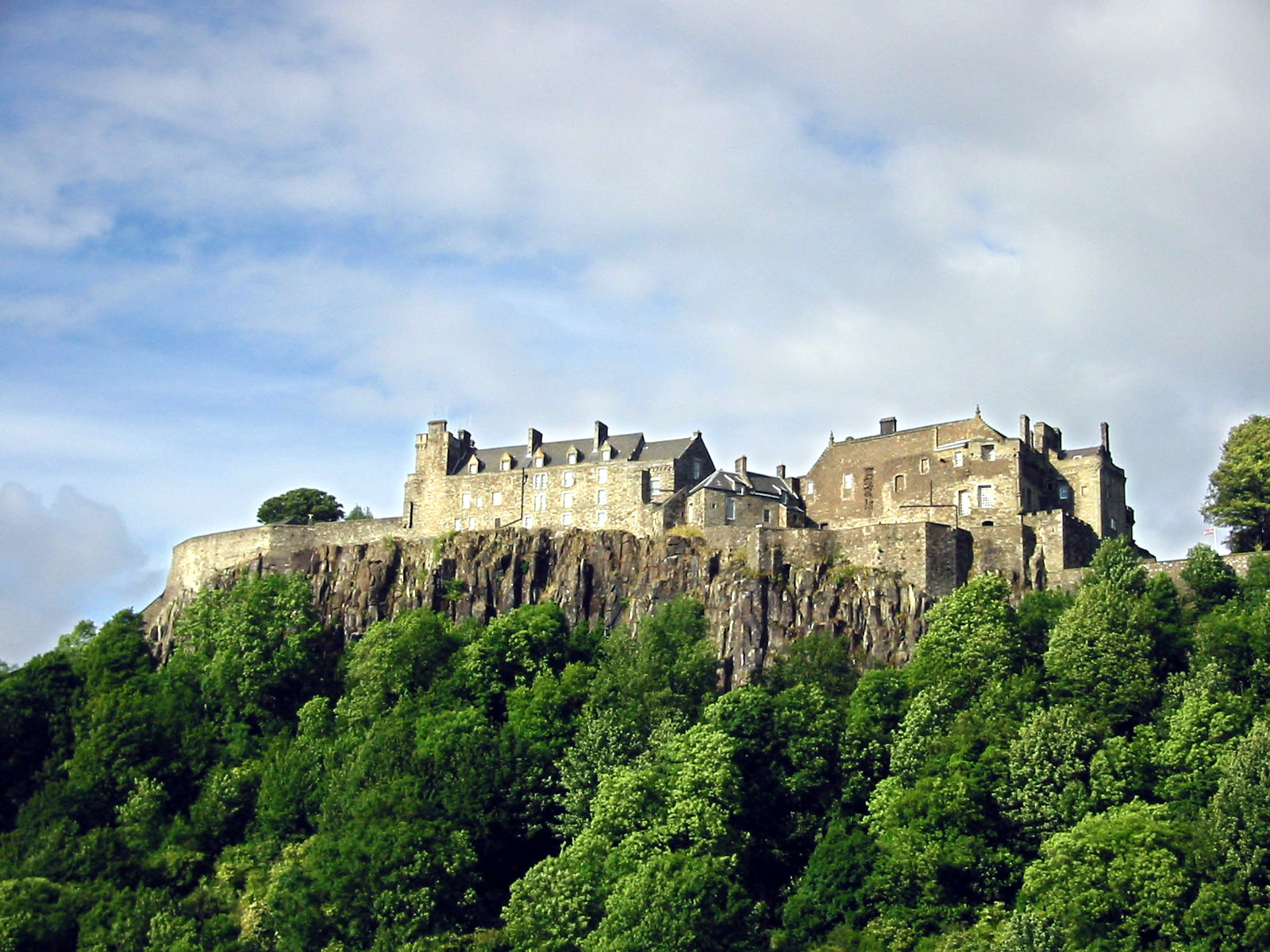
Stirling Castle.

Skottlands historia börjar ungefär 10 000 år tillbaka i tiden då människor för första gången började befolka Skottland efter slutet av Weichsel-nedisningen (den sista av de fyra). Av den civilisation som existerade i landet under stenåldern, bronsåldern och järnåldern finns många fornlämningar, men få av dem är skriftliga.
Skottlands skrivna historia börjar huvudsakligen med Romerska rikets ankomst till Britannien, när romarna invaderade områden som idag är England och Wales. Dessa områden blev till den romerska provinsen "Britannia". Norr om denna provins låg markerna som inte styrdes av romare, kallade "Caledonia". Landet befolkades av pikter. Utgående från traditionella synpunkten kan man säga att Skottland var ett gränsland som ogärna tog till sig landvinningar av medelhavsområdets civilisation. Men i takt med att kunskapen ökar blir det uppenbart att vissa landvinningar gjordes före den romerska tiden och var mer avancerade än man tidigare trott; även att sjövägar spelade en viktig roll i Skottlands historia är tydligt.
Tack vare landets geografiska läge och dess välutvecklade handelsvägar hade det starka förbindelser i öst och syd med de Baltikum och genom Irland med Frankrike och kontinentala Europa. Efter Act of union och den skotska upplysningen och den industriella revolutionen blev Skottland ett av Europas intellektuella, kommersiella och industriella fästen. Industrins nedgång som följde efter Andra världskriget drabbade landet särskilt hårt, men senare fick Skottland uppleva en kulturell och ekonomisk renässans, driven av den återhämtade tjänstesektorn, fyndigheter av olja i Nordsjön och större rättigheter som det skotska parlamentet fått.

## Förhistoriska bosättningar
Människor levde i Skottland minst 8 500 år innan Britannien första gången nämns i historiska skrifter. Under den senaste istiden (130 000–70 000 f.Kr.) var Europas klimat varmare än idag och det är möjligt att människor tog sig till Skottland under den tiden, även om inga arkeologiska fynd bekräftar detta. Inlandsisen gick genom nästan hela Britannien, och Skottland blev inte bebott av människan förrän 9600 f.Kr.
De första kända bosättningarna utgörs av läger efter mesolitiska jägare och samlare. Arkeologer har daterat en sådan bosättning i Cramond nära Edinburgh till ungefär 8500 f.Kr. Flera andra ställen funna runt om i Skottland ger en bild av ytterst rörliga människor, som använde sig av båtar och tillverkade redskap av ben, sten och älghorn.

## Romersk invasion

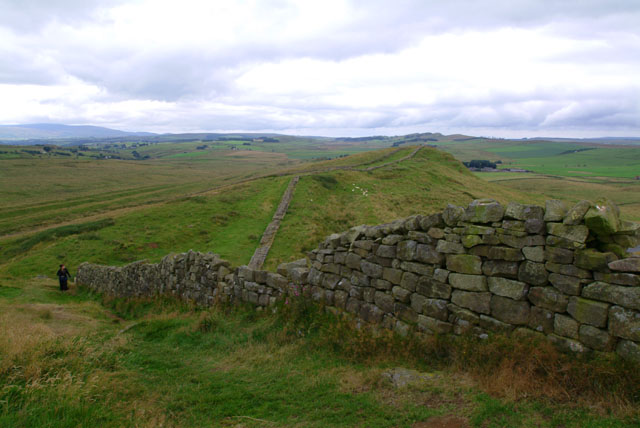
Hadrianus mur markerade gränsen mellan Romarriket och Skottland.

Skottlands skrivna historia börjar med den romerska ankomsten till södra Britannien. Invånarna använde sig sällan av skrift, de föredrog muntlig kultur. Människorna glömde så småningom mycket av denna kunskap till följd av druidernas försvinnande som skedde på grund av krigen, hungersnöden och speciellt kristna missionärer, som förklarade den gamla religionen vara utanför lagen. Den enda bevarade skrift som behandlade Skottland före romersk tid är den grekiske handelsmannen Pytheas skildring av sin resa till Brittiska öarna (som han själv kallade Pretaniké)  runt 325 f.Kr. fast nedtecknandet av hans resa gjordes mycket senare.
Den romerska invasionen av Britannien började på allvar år 43 e.Kr. Efter en rad militära framgångar anlände styrkorna ledda av Gnaeus Julius Agricola till Skottland år 79. Romarna mötte ett hårt motstånd från Kaledoniens lokala befolkning. År 82 eller 83 sände Agricola en flotta av galärer runt Skottlands kust, ända till Orkneyöarna. År 84 besegrades de kaledoniska stammarna i slaget vid Mons Graupius tack vare en utomordentlig taktik och användandet av professionella trupper.
Den enda historiska källan för detta är Tacitus (som själv var Agricolas svärson) skrifter. Arkeologerna med stöd av dendrokronologi menar att ockupationen av södra Skottland började innan Agricola anlände. Det fanns en omfattande romersk närvaro vid landets södra gränser de följande 300 åren.
Trots att romarna misslyckades med att erövra Kaledonien försökte de att bevara sin kontroll över Britannien genom att bygga militära utposter utmed gränsen. Till slut var de dock tvungna att träda tillbaka eftersom dessa fattiga marker inte var förmögna att tillfredsställa de enorma garnisonernas omfattande behov.
Under den tiden var Skottlands befolkning bestående av två huvudsakliga grupper:
1. Pikterna, den inhemska folkgruppen (keltiskt folkstam) som behärskade större delen av Skottland norr om Firth of Clyde och Firth of Forth: området var känt som "Piktavien."
2. Britanner, ett keltiskt folk under starkt romerskt inflytande i söder, med kungariket Y Strad Glud (Strathclyde) från Firth of Clyde och söderut.

Invasioner förde med sig ytterliga tre folkgrupper, fast hur mycket av den lokala befolkningen de ersatte är okänt.
1. Skoter från ön Irland (gaeler), som under 500-talet bildade landet Dalriada med kontroll över de västra öarna och västra kusten av det framtida Skottland.
2. Anglosaxare, som kom från Bernicia och kontinenten. Dessa erövrade Gododdin under 600-talet. Ett arv av denna erövring är språket scots, ett germanskt språk som liknar engelskan men som dock skiljer sig ifrån den.
3. Dessutom slog sig ofta vikingar ner, huvudsakligen i östra delar av landet, från och med 700-talet.

## Skottland växer fram

### Kristnandet
Britten Sankt Ninian stod i spetsen för den första kristna missionen till Skottland, på 300-talet. Sankt Ninian hade studerat i Rom och blev den förste katolske biskopen som besökte Skottland, då han sändes till Hen Ogledd, det britanniska området i norra England och södra Skottland. Omkring 397 etablerade han Skottlands första kyrka Candida Casa (dagens Whithorn) vid Solway Firth. Från detta högkvarter spred han tron i östra och södra Skottland och norra England.
Enligt Sankt Patrik och Sankt Columba avsade pikterna sig kristendomen någonstans mellan Ninians död (år 432) och ankomsten av Sankt Columba år 563. Anledningen till detta är okänd. De konverterade till kristendomen ånyo och så småningom avskaffades dyrkan av äldre keltiska gudar. Den mest berömde predikanten på den tiden, Sankt Columba, kom till Skottland år 563 och bosatte sig på Iona. Han fick tillstånd av den piktiske kungen Bridei I att sprida kristendomen; faktumet att kungen lät sig döpas anses vara nyckeln till Skottlands kristnande.
Under de följande århundradena övergavs dock kristendomen i Skottland, särskilt bland pikterna. Sankt Patrik beskriver i ett brev till Ceretic Guletic pikterna som avfällingar, vilket tyder på att kristendomen hade tappat greppet om dem. År 536 reste den irländske munken Sankt Columba till ön Iona med tolv följeslagare och etablerade ett kloster där. Iona-klostret blev en av de viktigaste platserna på de brittiska öarna. Det blev en viktig faktor i konverteringen av pikterna och byggde upp en viktig del av kyrkans struktur efter att det romerska styret på de brittiska öarna hade upphört och den anglosaxiska invasionen som fick till följd att kontakten mellan de brittiska öarna och kontinenten minskade. De följande århundradena etablerade munkar från Iona flera kloster i Skottland, liksom på de brittiska öarna och på kontinenten. Ett av dessa var det viktiga och välkända klostret på Lindisfarne i Northumberland. Munkar från Iona låg också bakom kristnandet av Orkneyöarna och Shetlandsöarna under tidsperioden innan de kom under kontroll av norska vikingar. Detta märks bland annat i det kristna namnet North Ronaldsay (en förvanskning av Rinansey, Sankt Ninians ö). Stavelsen "kil", från cill (kyrka) lever kvar från namnen på tidiga kristna bosättningar i Skottland, till exempel i Kilmarnock.
Kristendomen blev väl etablerad på 500-talet och 600-talet. Iona-klostret spelade hela tiden en central roll i etablerandet av den katolska kyrkan i Skottland. Här blev de skotska kungarna begravna, från Kenneth I av Skottland till Malcolm III av Skottland. En lista på gravar från 1549 nämner 48 skotska, 8 norska och 4 irländska kungar. Columbas legendariska kristnande av den piktiske kungen Bridei kar kommit att ses som en historisk vändpunkt, trots att den händelsen troligtvis är mytisk.

### Trycket från vikingarna i norr

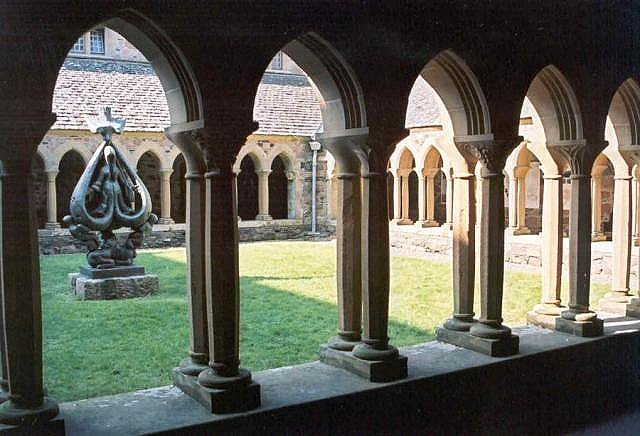
Iona-klosteret angreps av vikingar år 795.

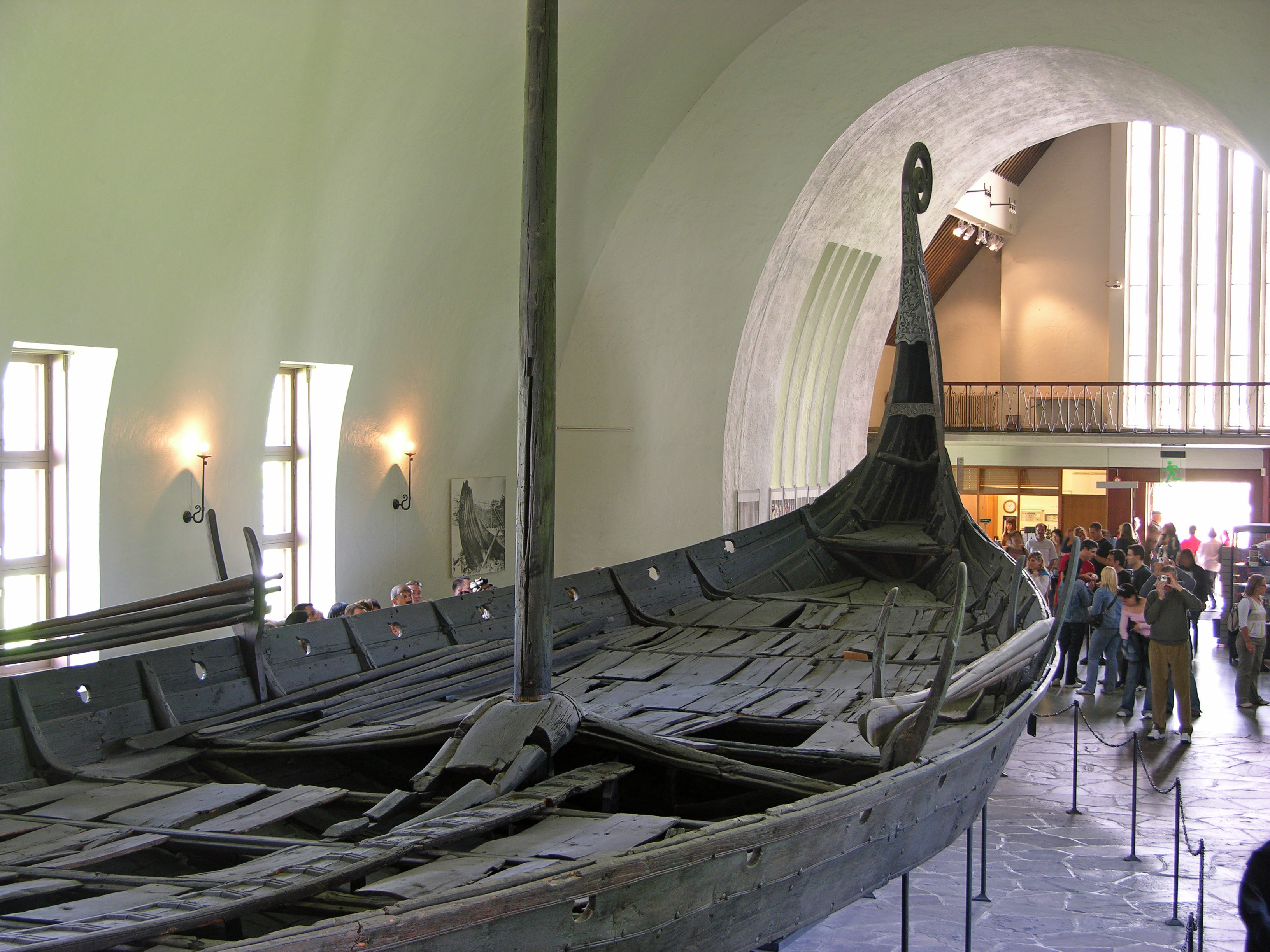
Osebergsskeppet, ett exempel på fornnordiskt skepp.

Det första dokumenterade angreppet av vikingar (här avses med vikingar nordiska krigare och härjare, inte en etnicitet) i Skottland inträffade 794. De irländska Ulster-annalerna beskriver "hedningarnas ödeläggelse av alla öarna i Britannien". Klostret på den heliga ön Iona härjades 795. Eftersom de skriftliga källorna från denna period är mycket få är det mycket troligt att det även förekom liknande händelser och kontakter över Nordsjön mellan västra Norge och de norra öarna och norra Skottland före den så kallade vikingatiden. Men frekvensen och omfånget av de kontakterna är okända. Både i Skottland och i Norden står vikingatiden för övergången från förhistorisk till historisk tid.
De första kontakterna mellan nordborna och skottarna var av fientlig natur. Vikingarna började emellertid snabbt att bosätta sig på de skotska öarna så att fornnordisk kultur också spreds dit. Idag är omkring 60% av mänskligt DNA på Orkneyöarna är av fornnordiskt ursprung. 
Moderna genetiska undersökningar visar att de fornnordiska männen också fick avkomma med lokala kvinnor och på detta sätt förde sina Y-kromosomer vidare till den infödda befolkningen. 
Redan före 900-talet hade en omfattande inflyttning till de yttre öarna inträffat, till exempel till Hebriderna och Skye och längre söderut och till Irland. Galloway i södra Skottland fick också spridda fornnordiska bosättningar, med de kom troligtvis från söder, från England. De yttre öarna var attraktiva med fornnordiska ögon sett. Landskapet liknade det de hade lämnat i Norge. Klimatet var milt och vänligt på den tiden. Området låg inte avlägset, utan centralt i sjövägarna. Fornnordiska bosättare kom också till det norra skotska fastlandet, ända till Caithness och  
Sutherland  (båda namnen har fornnordiskt ursprung). Städerna Thurso och Wick i samma område har fornnordiskt ursprung. Man har också gjort arkeologiska fynd i detta område som visar på fornnordisk närvaro. Från 900-talet var de flesta fornnordiska områdena i det som är dagens Skottland underlagda det fornnordiska jarl-dömet på Orkneyöarna. 
Vikingarna var en betydande maktfaktor i norra Skottland. År 839 seglade en stor fornnordisk flotta uppför floderna Tay och Earn och nådde fram till centret för det piktiska kungadömet Fortriu. I ett stort slag besegrade vikingarna pikternas kung Eogán mac Óengusa, hans bror Bran och Áed mac Boanta, kungen av det skotska (gælisk-irisk) Dalriada. Detta nederlag skakade uppenbarligen det skotska samhället, och det sofistikerade piktiska kungadömet verkar ha gått under tillsammans med sina ledare. Att Kenneth I av Skottland sedan blev kung över både skottarna och pikterna anses vara en följd av detta slag och närvaron av fornnordiska män som en tredje maktfaktor i Skottland. De fornnordiska bosättningarna bidrog på detta sätt till att förena de mot varandra stridande skottarna och pikterna till ett enda folk. Med tiden kom också invandrarna från Norden att ingå i detta folkslag.

### Framväxten av kungadömet Alba

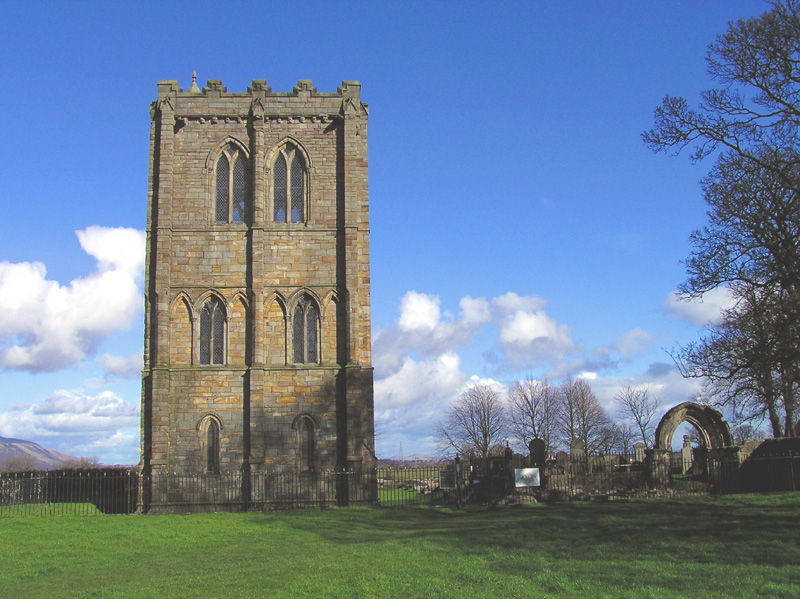
Klostret Cambuskenneth Abbey, byggt runt 1140, var väldigt viktigt när den närliggande staden Stirling var huvudstad.

Myten om MacAlpins färräderi berättar att Alba uppkom när den gaeliske kungen Kenneth I av Skottland dödade den piktiske ledaren och erövrade Piktland, men Alba är något som Konstantin II av Skottland skapade. Kenneths son Konstantin I av Skottland lät skriva Series Longoir för att visa eller bevisa sin familjs rättmätiga krav på tronen i ett förenat Piktland. Den gaeliska triumfen över det piktiska och ändringen från Piktland till Alba inträffade under Konstantins regeringstid. Det är fortfarande oklart hur och varför detta skedde. 
I början utgjorde det nya Skottland området norr om floderna Forth och Clyde. Det sydvästra Skottland var fortfarande under kontroll av britonerna i Strathclyde. Det sydöstra Skottland var från år 638 under kontroll av det proto-engelska kungadömet Bernicia, därefter under kungadömet Northumbria. Dessa delar av Skottland blev utmanade av Konstantin och för i gaeliska händer år 1018 då Malcolm II av Skottland pressade gränserna söderut ända till floden Tweed. Då etablerades de gränser som gäller för Skottland av idag.
Skottland fullbordade sin expansion genom gradvis inlemmande av britonernas kungadöme under Alba. År 1034 ärvde Duncan I av Skottland Alba av sin morfar Malcolm II. Vid denna tid var nästan hela dagens Skottland förenat. Det som saknades var Orkneyöarna, öarna i väster och norra Skottland med Caithness och Sutherland, som fortfarande kontrollerades av människorna från Skandinavien.
Macbeth av Skottland, en kandidat till tronen efter Cenél Loairn, besegrade Donnchad i ett slag år 1040. Macbeth styrde därefter landet i 17 år av fred, tills Donnchads son Malcolm III av Skottland besegrade honom. William Shakespeare har i pjäsen Macbeth odödliggjort dessa händelser. Men beskrivningen i pjäsen är baserade på felaktiga beskrivningar i Shakespeares samtid, som fördelaktigt beskrev förfäderna till Jakob I av England på Macbeths bekostnad.
År 1066 skakade den normandiska erövringen England i grunden och Edgar Ætheling, som hade krav på den engelska tronen i opposition mot Vilhelm Erövraren, flydde till Skottland. Máel Coluim gifte sig med Edgars syster Margareta av Skottland. Genom detta kom också skottarnas kung i opposition mot Vilhelm, som redan utmanade Skottland södra gräns. Vilhelm invaderade Skottland år 1072, red genom distriktet Lothian, förbi Stirling till Firth of Tay, där han mötte sin stridsflotta. Máel Coluim underkastade sig, betalade en stor summa pengar och överlämnade sin son Duncan II av Skottland som gisslan. 
Drottning Margareta fick stort inflytande över Skottland. Hon har beskrivits som den som förde in europeisk kultur till det barbariska skotska hovet. Genom hennes inflytande kunde benediktinerorden bygga kloster vid Dunfermline och St Andrews började ersätta Iona som centrum för det andliga ledarskapet. Ritualerna i den skotska kyrkan började gradvis att förändras och blev på detta sätt integrerade med den västliga katolicismen. 
När Máel Coluim dog år 1093 efterträddes han av sin bror Donald III av Skottland, men Vilhelm II av England stödde Máel Coluims son från dennes första äktenskap med den norska hustrun, Duncan II av Skottland som utmanare om den skotska tronen. Med engelsk krigsmakt kunde Duncan gripa makten för en kort tid. Efter hans våldsamma död några månader senare återinsattes Donald på tronen, med Edmund av Skottland som hans arvinge (son till Máel Coluim III). 
Dessa två styrde Skottland tills två av Edmunds yngre bröder kom tillbaka från exil i England med stöd av engelsk militär. Det segrande bröderna satte Domnall och Edmund i fängelse för resten av livet och Edgar av Skottland, den äldste av de tre bröderna, blev kung 1097. En kort tid därefter ingick Edgar ett fredsavtal med den norske krigarkungen Magnus Barfot, där han erkände norsk överhöghet på de yttre öarna i väster. Den norska kontrollen av öarna var lös och de lokala hövdingarna styrde med hög grad av självständighet. Det följande århundradet krävde en av dem, Somerled, position som kung över Hebriderna i sin egen rätt. Hans efterföljare, med titeln Lord of the Isles kom att fortsätta att ha en i stort sett självständig status till slutet av 1400-talet.

## Medeltiden

### Anglo-normandiskt inflytande från söder
När Edgar av Skottland dog 1107 blev Margareta av Skottlands tredje son Alexander I av Skottland kung. Och när han i sin tur dog 1124 gick kronan vidare till hennes fjärde son, David I av Skottland. Under Davids regeringstid började låglandsskotska, på den tiden känt som inglis att breda ut sig i sydöstra Skottland, även om skotsk gaeliska fortsatte att talas flera i århundraden i flera delar av det skotska låglandet. 

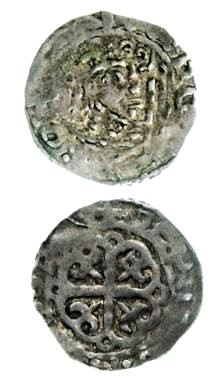
Silver-penny präglad av David I av Skottland.

De kulturella och feodala nydaningar som introducerades av de normandiska erövrarna av England imponerade på David. Han inbjöd flera normandiska stormän att komma norrut och ta plats i den skotska adeln. Dessa bidrog till att sprida den normandiska kulturen och språket norrut. Detta medförde att franska blev det normala språket att tala också för adeln i Skottland. Många av namnen på skotska familjer som är välkända idag kom in med normanderna, till exempel Bruce. 
På samma sätt som normandisk adel inbjöds norrut och tilldelades land, fick David landområden söder om gränsen från de anglo-normandiska kungarna. Detta medförde att kungarna av Skottland också fungerade som jarlar av Hundtingdon och i egenskap av engelska jarlar var de i alla fall formellt sett underställda de engelska kungarna. Detta beroendeförhållande visade sig bli problematiskt när Malcolm III av Skottland som kung av Skottland två gånger blev tvungen att erkänna anglo-normandernas överhöghet efter att han stöttat sin svåger Edgar Æthelings misslyckade försök att bestiga den engelska tronen. 

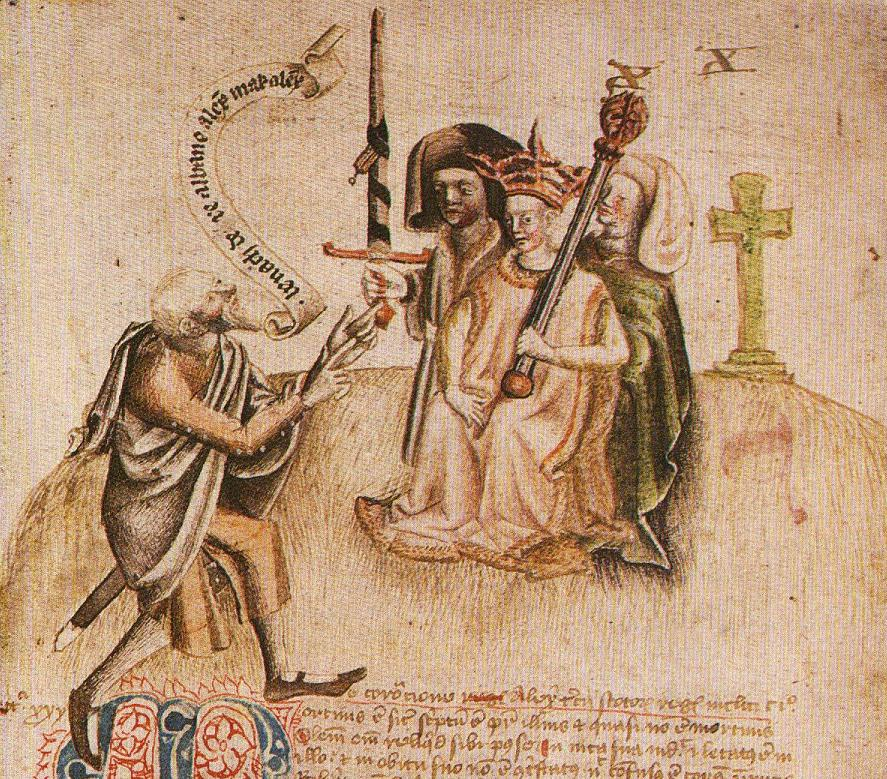
Kröningen av Alexander III av Skottland, avbildad i ett manuskript från medeltiden.

Under år 1263 kom Norge och Skottland i öppen konflikt om de yttre västliga öarna. Trots att den stora norska flottan som den åldrande kung Håkon Håkonsson kom över med, blev slaget om Largs den enda betydande drabbningen. Ingen av sidorna klarade att avgöra kriget och efter slaget drog den norske kungen sig tillbaka till Orkneyöarna för vintern. Där blev han sjuk och dog. Detta visade att kungarna i det avlägsna Norge inte längre kunde fortsätta att kontrollera de skotska öarna och Magnus Lagaböter, kung Håkons son och arvinge, slog in på en politik inriktad på försoning med skottarna. År 1266 signerade Magnus Perthtraktaten, där han accepterade skotsk överhöghet över de yttre öarna i västra Skottland.  
Bit för bit blev öhövdingarna politiskt integrerade med den skotska staten. År 1284 var avkomlingarna till Somerled på plats vid ett parlament som sammankallats av Alexander III av Skottland för att göra hans enda avkomling Margareta av Skottland till drottning av Skottland. Margareta, endast tre år gammal, var dotter till kung Erik Magnusson av Norge genom dennes skotske drottning. Detta hade gett Norge en diplomatiskt fördelaktig position i relationen till Skottland. Samtidigt önskade kung Edvard I av England att hans son skulle gifta sig med Margrete, något som i så fall skulle knyta Norge, Skottland och England mer eller mindre fast samman i en dynastisk kunglig union. 
När Alexander III dog i en ridolycka 1286 var lille Margareta i Norge. På resan över Nordsjön 1290 blev hon sjuk. Hon dog senare på Orkneyöarna, endast sju år gammal. Den dynastiska krisen vid hennes död blev början till det skotska frihetskriget. I avsaknad av arvinge till den skotska kronan vände sig skottarna till England för att Edvard I skulle avgöra vem i den skotska adeln som stod närmast till för att bestiga Skottlands tron.

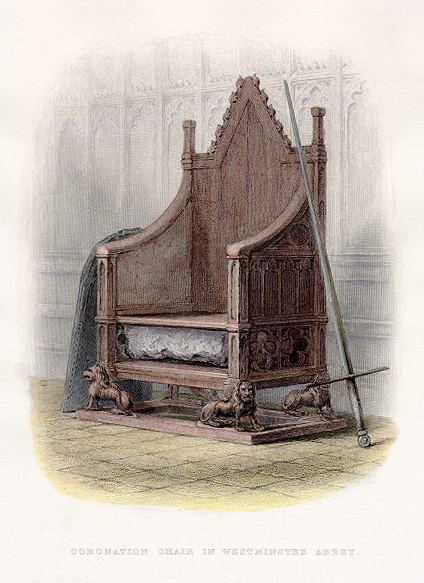
En teckning från 1800-talet av den skotska Sconestenen. Edvard I av England tog stenen med makt så att ingen skotsk kung skulle kunna krönas på den. Den skotska kröningsstenen var kvar i Westminster Abbey tills den återbördades till Skottland 1996.

### Kriget med England
John Balliol, den skotske adelsmannen med det starkaste kravet på den skotska kronan, blev skottarnas kung den 30 november 1292. Robert Bruce av Annandale, den med det näst starkaste kravet, accepterade motvilligt detta beslut. Hans sonson Robert I av Skottland kom likväl senare att kräva tronen. I kulisserna drev den norska diplomatin. Den norske kungen Erik Magnusson av Norge gifte sig på nytt efter att hans skotska drottning dött, och då med Isabel Bruce, syster till Robert Bruce.
För att undvika inbördeskrig vid avgörandet av tronföljden inbjöds Edvard I av England att närvara och säkra att Skottland fick en kung. Den engelske kungen grep tillfället att göra om Skottland till ett feodalt län under Englands kung, vilket Skottland hade varit tidigare från 1174 till 1189. Detta hade Edvard länge önskat att genomföra, även om ändringens laglighet var tveksam.
Balliol fick den tveksamma äran att bli den allra sista skotska monarken som kröntes på den traditionella Sconestenen. Kung Edvard behandlade nu Skottland som en vasallstat och förödmjukade och underminerade Balliols auktoritet gång på gång. Efter påtryckningar från adeln gjorde Balliol emellertid alltmer uppror och arbetade fram en allians mellan Skottland, Norge och Frankrike, den så kallade Auld-alliansen. Balliol valde därefter att invadera England 1296 och startade därmed det som kom att kallas det Skotska frihetskriget. Skottarna tog Stirling och belägrade därefter fästningen Carlisle längre söderut. Edvard slog tillbaka genom att plundra Berwick-upon-Tweed och döda de flesta av dess manliga invånare. Edvard erövrade därefter Edinburgh, Stirling och Roxburgh. Skottarna besegrades i Slaget vid Dunbar (1296) och John Balliol blev avsatt i Stracathro i närheten av Montrose. Den engelske kungen rev bort vapenskölden från Balliols vapenkjol, vilket som senare gav Balliol det illa smickrande tillnamnet "Tom frack". 

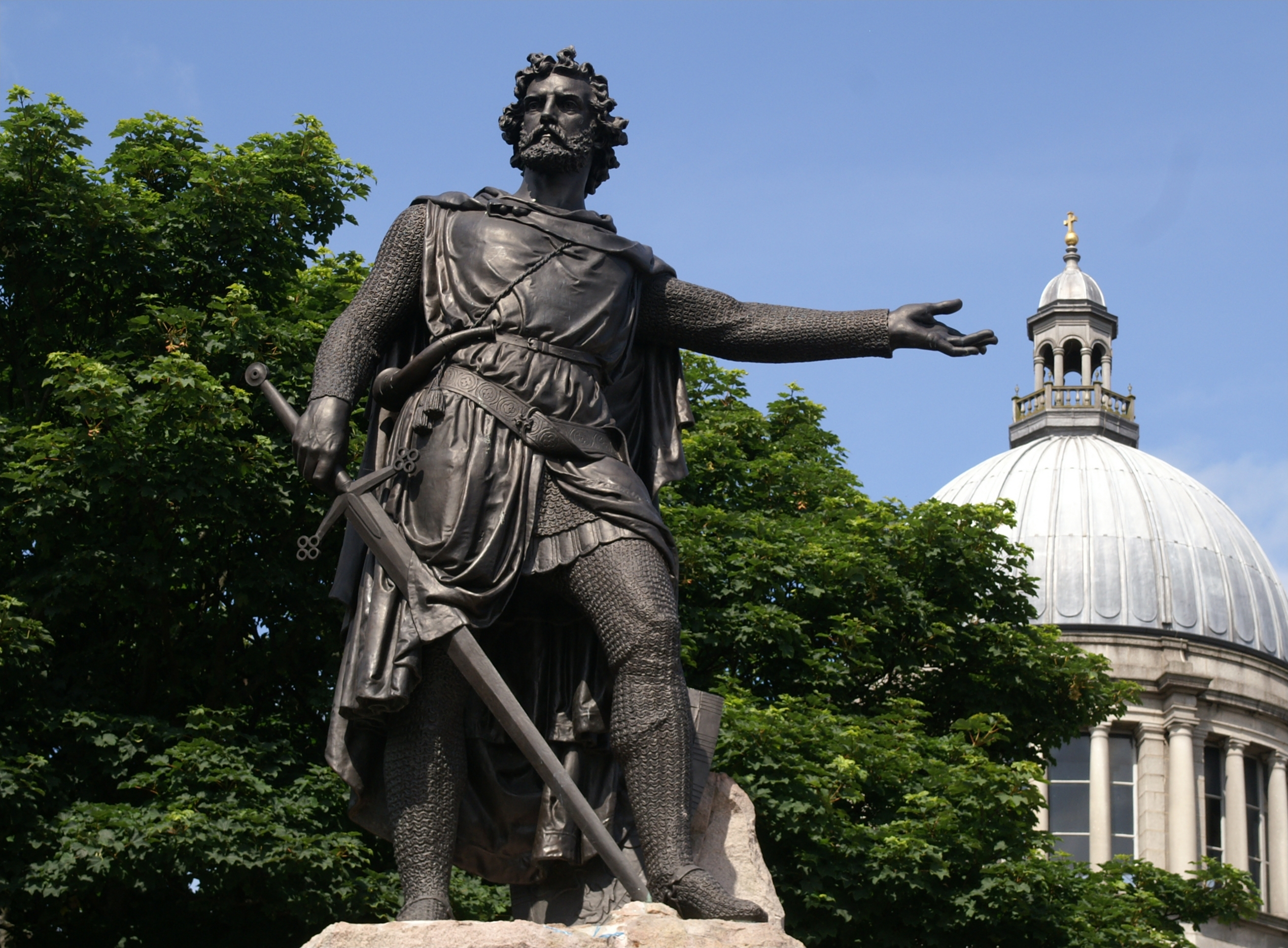
Staty av frihetshjälten William Wallace i Aberdeen.

Året därpå övergick det skotska upproret i öppet krig mot de engelska ockupanterna. I söder leddes skottarna av William Wallace, medan Andrew Murray tog kommandot i norr. Under deras gemensamma ledning besegrades den engelska hären i Slaget vid Stirling Bridge. För en kort tid styrde Wallace Skottland å John Balliols vägnar (Murray dog av sina skador en kort tid efter slaget). Edvard I kom norrut i egen person och besegrade Wallace i Slaget vid Falkirk. Wallace lyckades undkomma, men avgick som riksföreståndare. John Comyn (röde) efterträdde honom och Robert I av Skottland utsågs till kung. År 1305 hamnade Wallace i engelsmännens klor och avrättades för förräderi.

### Senmedeltiden

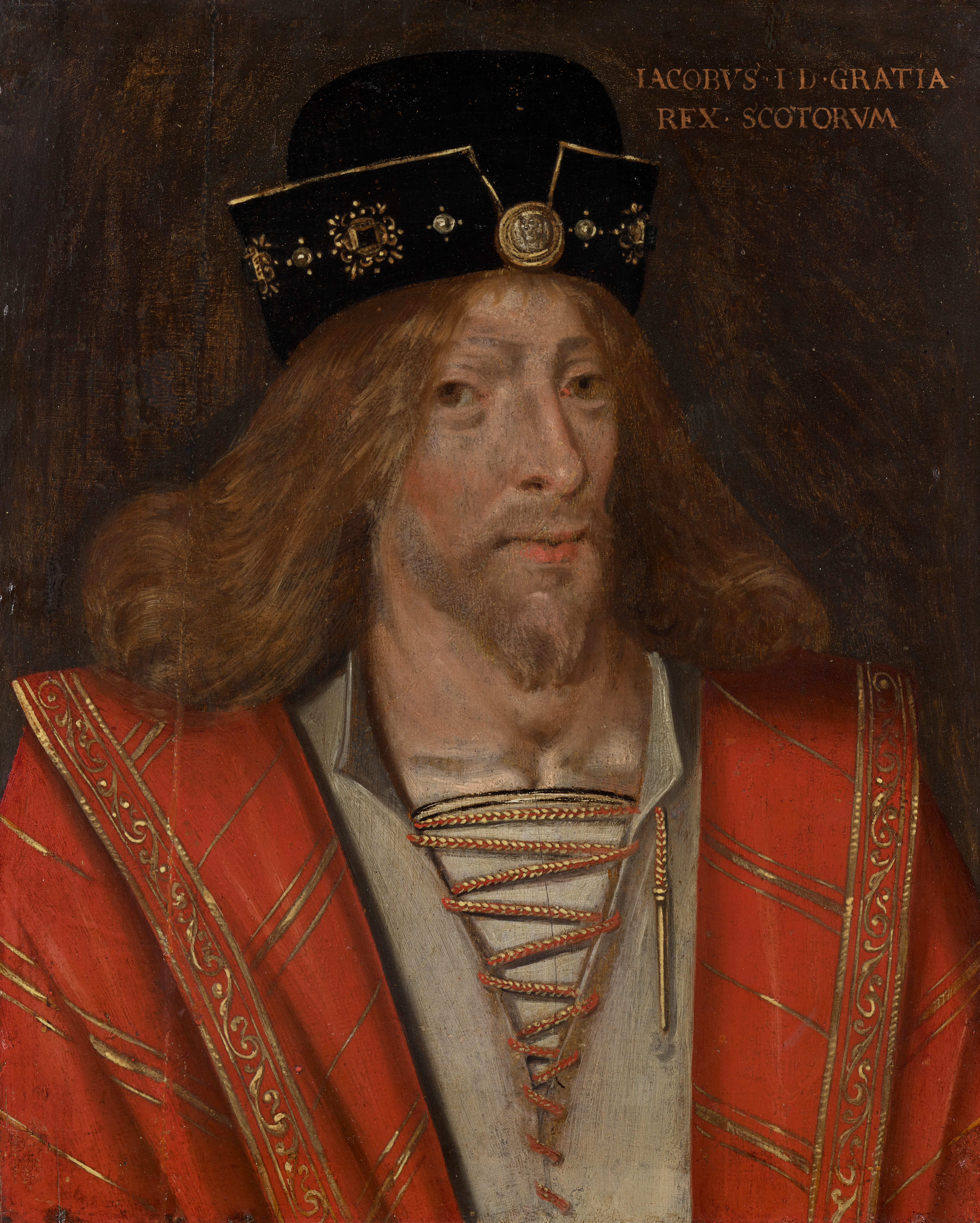
Kung Jakob I satt 18 år i engelsk fångenskap.

Vid Davids oväntade död 1371 följdes han av den 55 år gamle Robert II, den förste av släkten Stewart (senare stavat Stuart, på franskt maner). Roberts krav på tronen var att hans mor var Marjorie Bruce, dotter till Robert Bruce. Han följdes 1390 av sin son John, som tog kunganamnet Robert III för att markera avstånd till Johan Balliol. Under Robert III:s regeringstid var den egentlige makten i händerna på hans bror Robert, hertig av Albany. Under 1396 utkämpades slaget ved North Inch, med kungen som åskådare. Det slaget är känt som den sista gången i Europa när man uppnådde ett juridiskt avgörande genom tvekamp, ett så kallat envig.
Skottlands gamla problem med England fortsatte. Efter det misstänkta dödsfallet av kungens äldste son, David, hertig av Rothesay fruktade kung Robert III för sin yngre sons liv, Jakob. Kungen sände år 1406 Jakob sjövägen till en tänkt trygghet i Frankrike, där den misstänkte gärningsmannen hertigen av Albany inke kunde komma åt honom. Dessvärre för skottarna blev skeppet kapat av engelsmännen, som sedan höll Jakob i fångenskap i 18 år och krävde en lösensumma. Slutresultatet blev att efter kungens död år 1406 styrde hertigen av Albany ostörd som regent, och han hade naturligt nog ingen brådska med att betala den stora lösensumman på 40 000 pund som engelsmännen krävde. Efter att hertigen dött 81 år gammal år 1420 gick makten över till dennes son Murdoch, som endast klarade att blockera lössläppandet fram till 1424. 
Jakob I kom till Skottland 32 år gammal, tillsammans med sin engelska hustru. Han var fast bestämd att återinföra lag och ordning, och att nå en uppgörelse med sina fiender. Med hänsynslös användning av makt reformerade han både det skotska parlamentet och rättsväsendet, och dödade var och en som utmanade hans auktoritet, till och med sin syskonbarn Murdoch. Utrikespolitiskt var en av hans viktigaste förändringar att avskaffa Auld-alliansen år 1428. Jakobs politik ledde till en mycket starkare centralmakt än någonsin tidigare i Skottlands historia. Samtidigt blev han mycket impopulär och slutade sina dagar med att bli mördad år 1437. Hans son Jakob II fortsatte sin fars politik när han blev myndig år 1449. Kungens politik att försvaga adelns makt ledde till konflikter, särskilt med Huset Douglas, som hade fått en framstående position i Skottland under Robert Bruces regeringstid.
Med Universitetet i St. Andrews år 1413, Universitetet i Glasgow år 1450 och Universitetet i Aberdeen år 1495 fick Skottland sina tre första universitet. Tillsammans med en ny skollag år 1496 ledde detta till betydande framsteg i skottarnas intellektuella liv. 

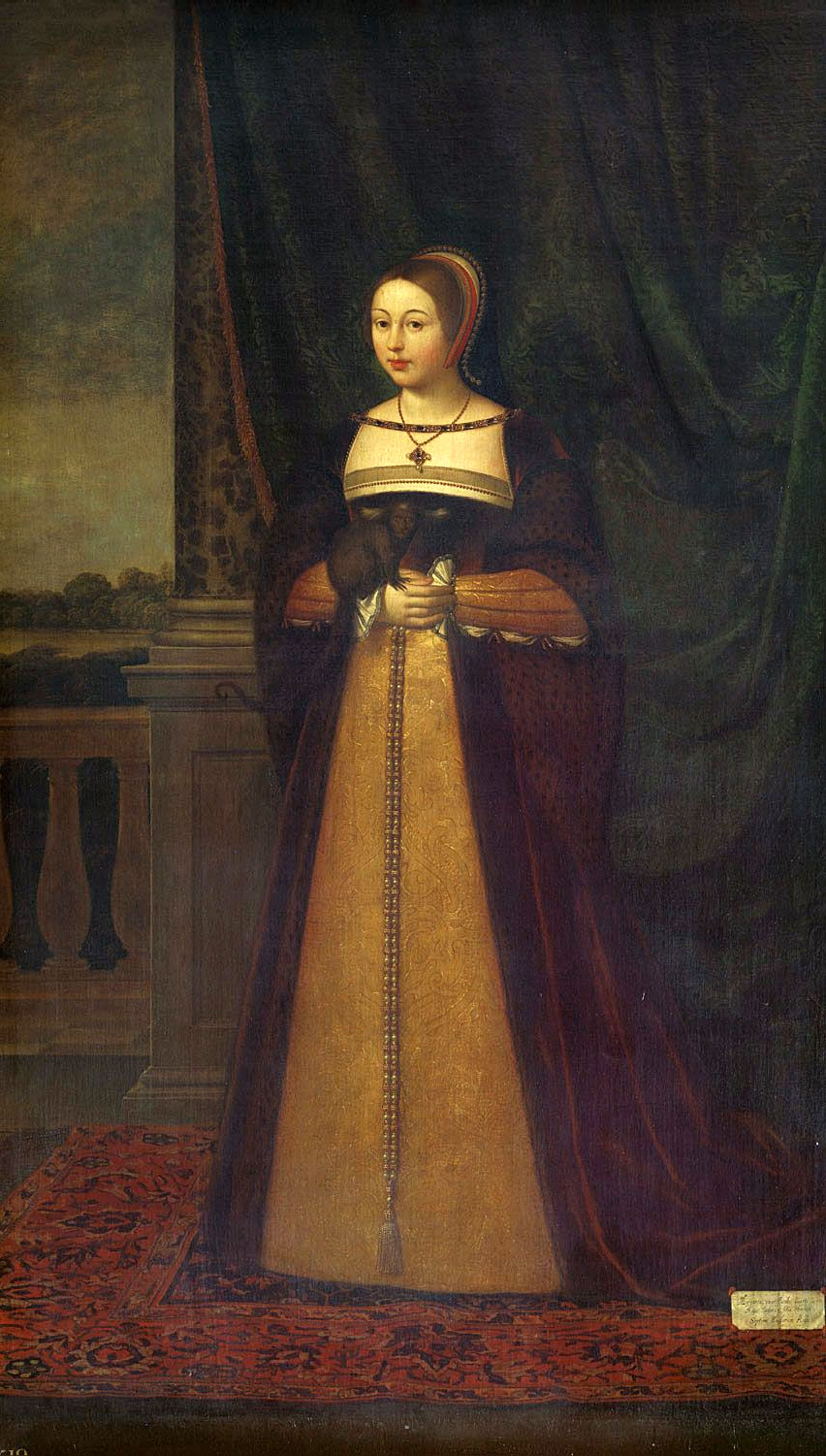
Äktenskapet mellan Jakob IV av Skottland och den engelska Margaret Tudor fick politiska konsekvenser för relationen mellan England och Skottland: Föreningen av kronorna på 1600-talet.

År 1468 inträffade den sista stora anskaffningen av landområden när Jakob III av Skottland gifte sig med Margareta av Danmark. I samband med denna händelse mottog Skottland de norska landområdena Orkneyöarna och Shetlandsöarna som hemgift, eftersom den danske kungen hade en ansträngd ekonomi. Trots det skotska övertagandet bröts inte relationen till Norge. Norska institutioner och myndigheter fortsatte delvis att fungera, och norska fortsatte, åtminstone på Shetlandsöarna, att vara både tal- och skriftspråk under relativt lång tid.
Efter att den impopuläre och ineffektive Jakob III dött i strid med sina landsmän i slaget vid Sauchieburn år 1488 besteg Jakob IV tronen. Han gjorde slut på Lord of the Isles delvis oavhängiga styre, och förde därmed in de västliga öarna under kunglig kontroll för första gången sedan de formellt blivit skotska. År 1503 gifte han sig med en dotter till Henrik VII av England, Margaret Tudor, vilket lade grunden till den kommande föreningen av de skotska och engelska kungahusen. Hans regeringstid ses av många som en period med blomstrande skotskt kulturliv, och det var under den perioden som den europeiska renässansen spreds i landet. Jakob IV var det siste skotske kungen som pratade gaeliska, även om enstaka historiker har hävdat att också han son kunde det.

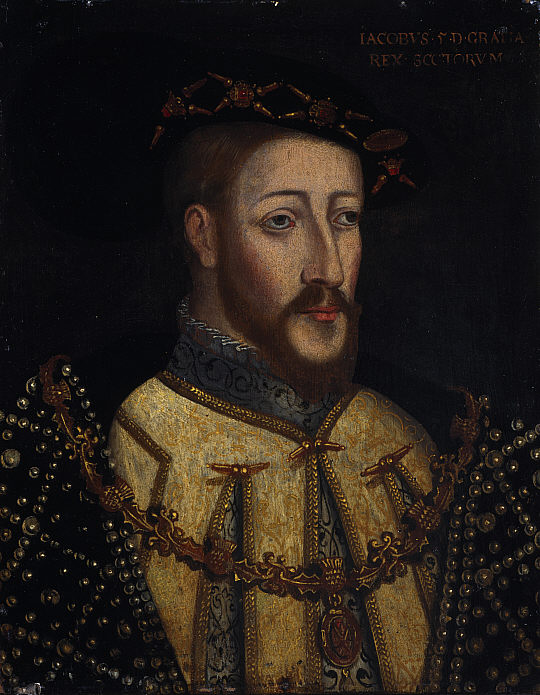
Ett troligtvis samtida porträtt av Jakob V av Skottland.

År 1512, enligt ett avtal som förlängde Auld-alliansen, fick alla skotska medborgare också franskt medborgarskap och vice versa. Detta upphävdes inte i Frankrike förrän år 1903, och har kanske aldrig blivit upphävt i Skottland. Emellertid fick Auld-alliansen en långt mer olycklig effekt när Jakob IV blev skyldig att invadera England för att stödja fransmännen i kriget mot Henrik VIII. Den skotska invasionen slutade med katastrof. Skottarna stoppades i slaget vid Floden Field, där såväl kungen som landets främsta män och 10 000 soldater («The Flowers of the Forest» — «Skogens blomster») stupade. Det stora antalet stupade medförde långtgående konsekvenser i hela landet. Sången The Flooers o' the Forest minner om slaget och är ett eko av den föregående episka dikten Y Gododdin om en motsvarande tragedi någon gång runt år 600. Slaget var också det största som dittills utkämpats mellan England och Skottland, mätt i antal inblandade soldater.
Jakob V av Skottland lyckades till slut undslippa förmyndarregeringens kontroll år 1528, med hjälp av sin mor Margaret Tudor. Han satte då igång med att lägga under sig de upproriska högländerna i väster, på samma sätt som hans far blev tvungen att göra på sin tid. Jakob gifte sig med den franska adelsdamen Maria av Guise. Jakobs tid som monark var bra för landet de första åren, men i och med ett ytterligare nederlag mot engelsmännen i slaget vid Solway Moss år 1542 tog det till slut en ände med förskräckelse för skottarna. Kungen själv hade inte deltagit i slaget, men blev tvungen att förödmjukad dra sig tillbaka till Falkland Palace där han två veckor senare avled av feber, endast 30 år gammal. Han efterlämnade en dotter, och Skottlands öde vilade nu på den sex år gamla Maria Stuart.

## Tidig modern tid

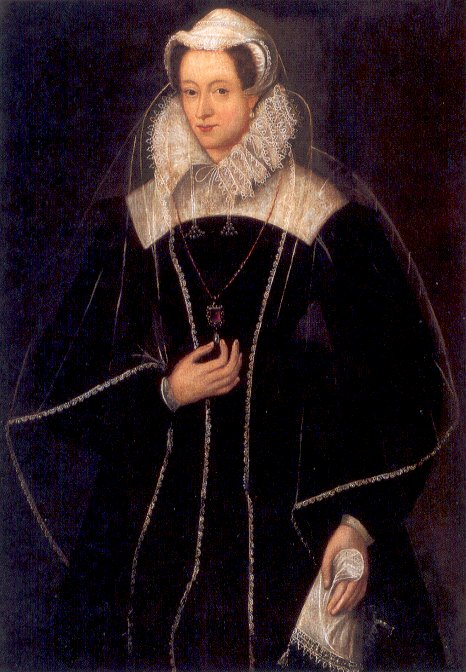
Maria Stuart i fångenskap, cirka 1580.

### Maria Stuart, skottarnas drottning
De följande två åren försökte Henrik VIII att med militärmakt tvinga igenom ett äktenskap mellan Maria Stuart och sin unga son Edvard, i en process som blev känd som «The Rough Wooing» (det brutala frieriet). Flera engelska fälttåg in i Skottland gjorde att man sände Maria till Frankrike när hon var fem år gammal, med avsikten att hon skulle gifta sig med den franske tronarvingen. Officiellt var Jarlen av Arran regent i Skottland, även om Marias mor Maria av Guise blev kvar i Skottland för att tillvarata den unga drottningens intressen.
Henrik VIII dog 1547 och kommandot över militärmakten övergick då till regenten Edward Seymour. Det brutala frieriet fick då sin klimax när Edwards armé vann slaget vid Pikie Cleugh och ockuperade Edinburgh. Maria Stuart var emellertid fortfarande i Frankrike, vilket gjorde att striden långt ifrån var avgjord. Maria av Guise kallade in franska trupper till skottarnas hjälp, och efter att hertigen av Northumberland blev engelsk regent drog sig engelsmännen bort helt från Skottland.
Maria av Guise blev skotsk regent 1554, och orienterade landet i allt högre grad mot Frankrike. Det franska kulturella inflytandet medförde at många franska ord kom in i det skotska språket, samtidigt som det växte fram en tydligt antifransk stämning bland de skotska protestanterna, som såg sina trosfränder i England som naturliga allierade. År 1560 dog Maria av Guise, och kort därefter avslutades Auld-alliansen genom signeringen av Edinburgh-traktaten. Denna slog fast att både de franska och de engelska trupperna skulle dras bort från Skottland. Samma år inträffade den skotska reformationen, då Skottlands parlament upplöste den romersk-katolska kyrkan och förbjöd firandet av katolsk mässa i landet. 

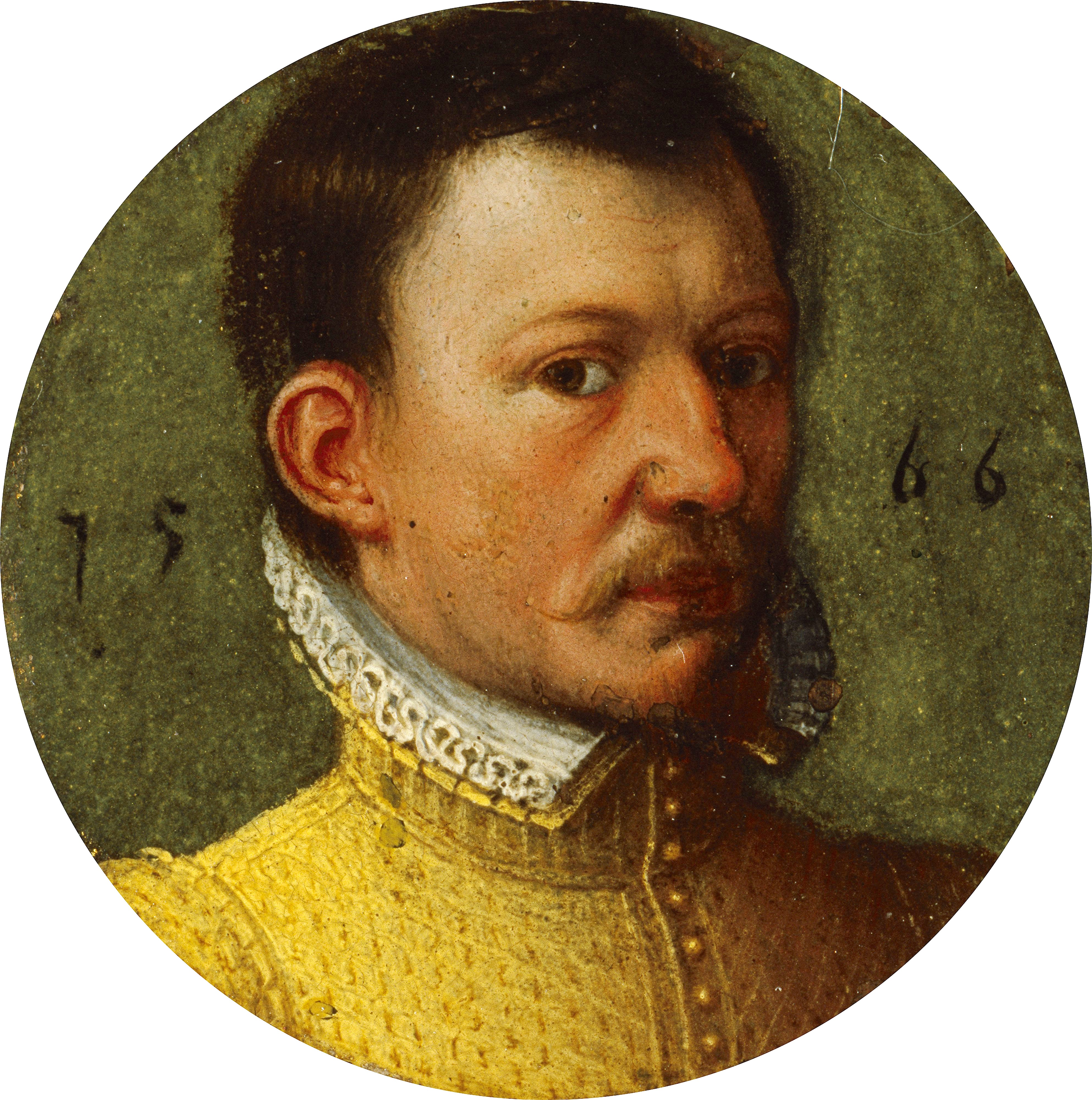
James Hepburn, 4:e earl av Bothwell.

Under tiden hade Maria Stuart fått en katolsk uppfostran i Frankrike. Hon hade gift sig med den franska tronarvingen Frans II år 1558 och blev drottning av Frankrike när kungen dog året därefter. När Frans II själv dog valde Maria Stuart, 19 år gammal, att återvända till Skottland och överta styret där. Omgivningen var fientlig. Men trots sin personliga tro försökte hon inte återinföra katolicismen med tvång. Detta gjorde den katolska adeln rasande. De sex åren hon regerad personligen präglades av en rad kriser som huvudsakligen orsakades av intriger och rivalitet inom adeln.
Marias sekreterare, David Rizzio, mördades år 1566 och påföljande år mördades också hennes impopuläre make, Henry Stuart, lord av Darnley. Som en följd av detta blev Maria bortförd och tvingad att gifta sig med James Hepburn, 4:e earl av Bothwell, som troligtvis hade mördat Darnley. Den skotska adeln vände sig då mot Maria och Bothwell och samlade en armé mot dem. Maria togs till fånga efter slaget vid Carberry Hill och hölls inspärrad i fästningen Loch Leven Castle. I juli 1567 tvingade man henne att abdikera till förmån för den son hon fått med Darnley, prins Jakob, som då blev Jakob VI av Skottland. 
Maria lyckades till sist att rymma från fångenskapen i Loch Leven och gjorde ett försök att återvinna tronen med våld. Efter att hon lidit nederlag i slaget vid Langside år 1568 tog hon sin tillflykt till England och lämnade sin unge son i händerna på regenterna. I England blev hon huvudfokus för katolska konspiratörer som hävdade att hon var Englands rättmätige monark, i konflikt med Elisabeth I av England. Detta gjorde att Elisabeth såg Maria som ett hot, och därför lät arrestera henne. Efter omkring tjugo år i fångenskap blev hon åtalad och avrättad för förräderi. Bakgrunden var att hon hade deltagit i tre konspirationer som hade som mål att få Englands drottning mördad så att hon själv skulle kunna överta tronen.

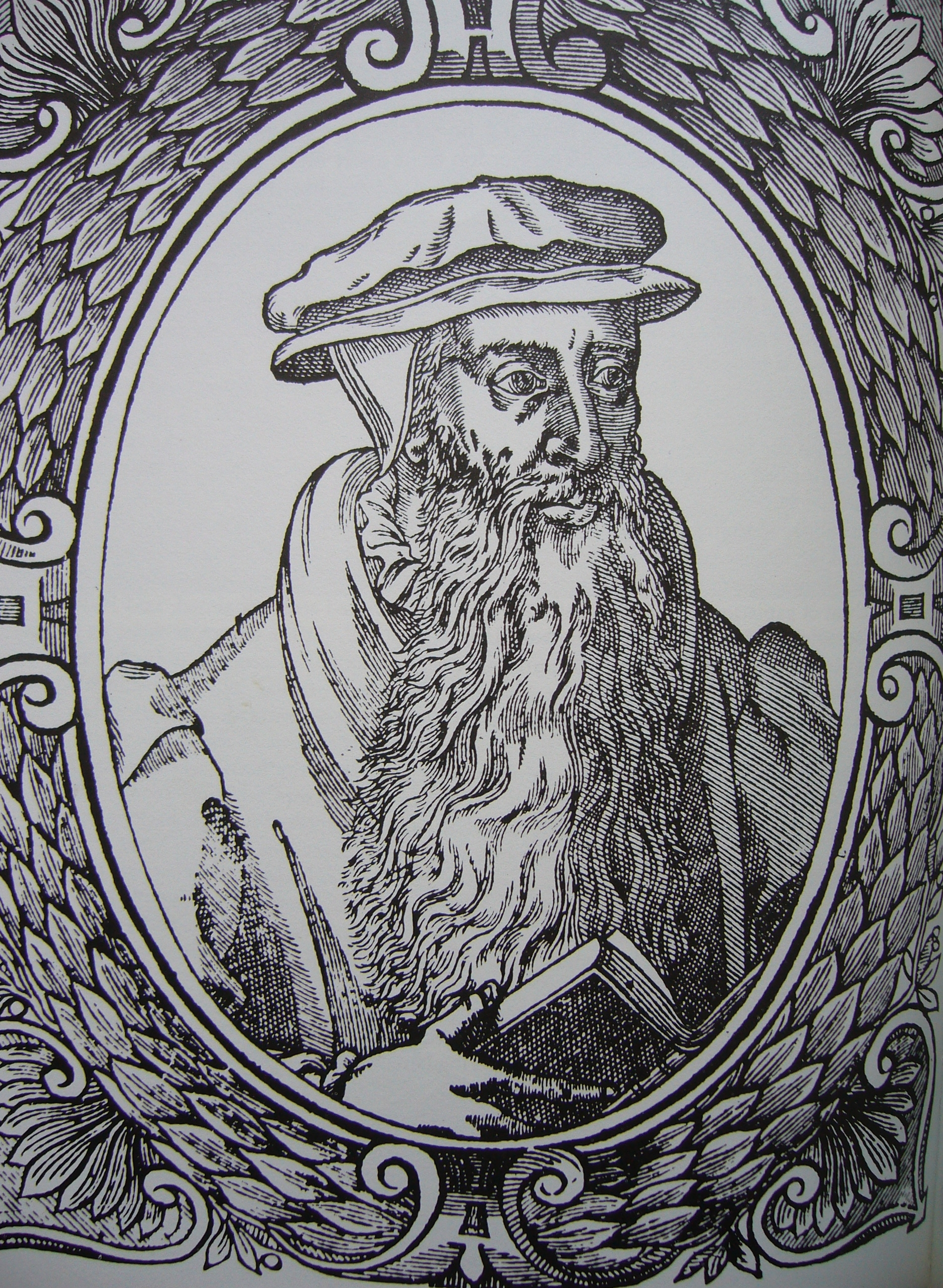
Den protestantiske John Knox.

### Den protestantiska reformationen

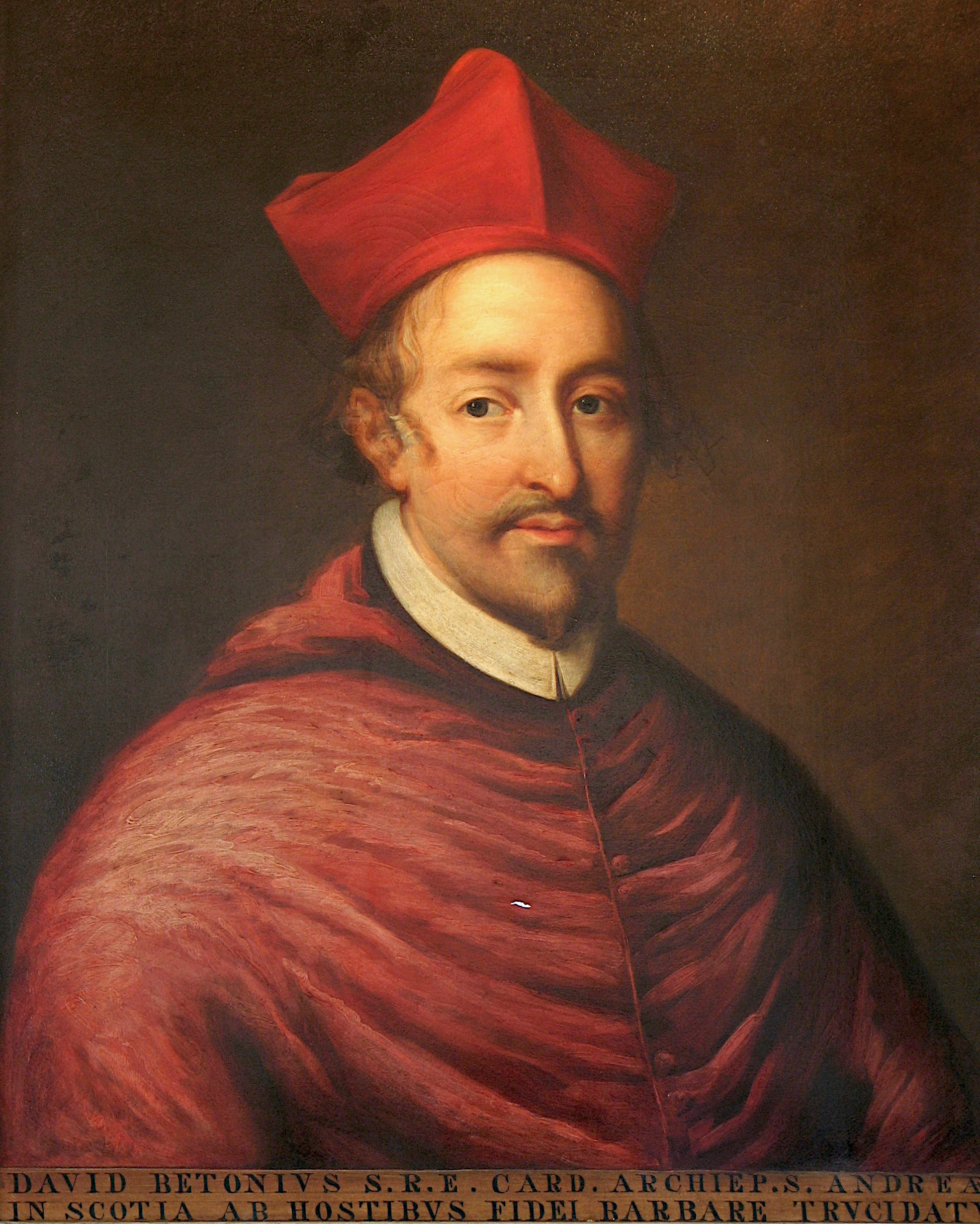
Den katolske kardinalen David Beaton.

Under reformationen på 1500-talet blev Skottland protestantiskt. Under den första halvan av århundradet fick först Martin Luther och senare Jean Calvin genomslag i Skottland med sina skrifter och lära. En rad protestantiska predikanter blev avrättade av de katolska makthavarna, bland dem Patrick Hamilton år 1528 och den förkalvinistiske George Wishart år 1546. Wishart blev bränd på bål i St. Andrews av kardinal David Beaton, beskylld för kätteri. De anti-protestantiska kampanjerna lyckades emellertid inte att stoppa de nya religiösa strömningarna, och Beaton blev för övrigt själv mördad kort efter avrättningen av Wishart.
Den efterföljande reformationen av den skotska kyrkan följdes av ett kortvarigt inbördeskrig 1559 - 1560. Den engelska inblandningen i detta krig blev avgörande för protestantismens seger. Parlamentet införde år 1560 en reformert trosbekännelse, medan den unga Maria Stuart var kvar i Frankrike. Den mest tongivande ledaren på den protestantiska sidan var den kompromisslöse John Knox, som hade varit lärjunge till både Jean Calvin och George Wishart. Katolicismen blev dock inte helt utraderad, utan förblev stark, särskilt i delar av höglandet.
Reformationens framtid var ganska osäker under den katolska Maria Stuarts styre. Men drottningen såg sig nödsakad att tolerera protestantismen. Efter att hon blivit avsatt år 1567 blev sonen Jakob VI uppfostrad som protestant. När den barnlöse drottning Elisabeth I dog 1603 övergick den engelska kronan till Jakob. Han antog titeln Jakob I av England och Jakob VI av Skottland och förenade på detta sätt de två länderna under samma monark. Kung Jakob lämnade Skottland och flyttade till London för att aldrig återvända. Under en tid förblev den gemensamma monarken den enda formella förbindelsen mellan de två i övrigt oavhängiga länderna. Men denna personalunion förebådade den politiska union mellan England och Skottland som etablerades år 1707 och fick det gemensamma namnet Storbritannien.

## De tre kungadömenas krig

### Biskoparnas krig

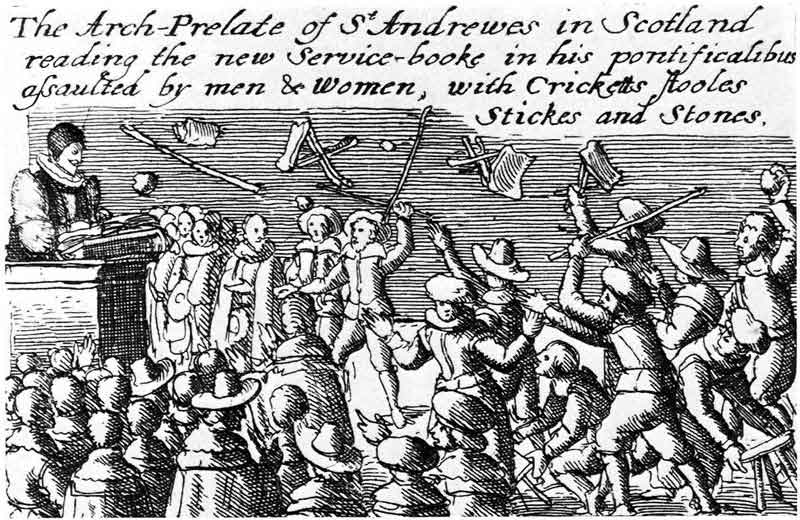
Upploppet år 1637 mot bruket av den obligatoriska bönboken.

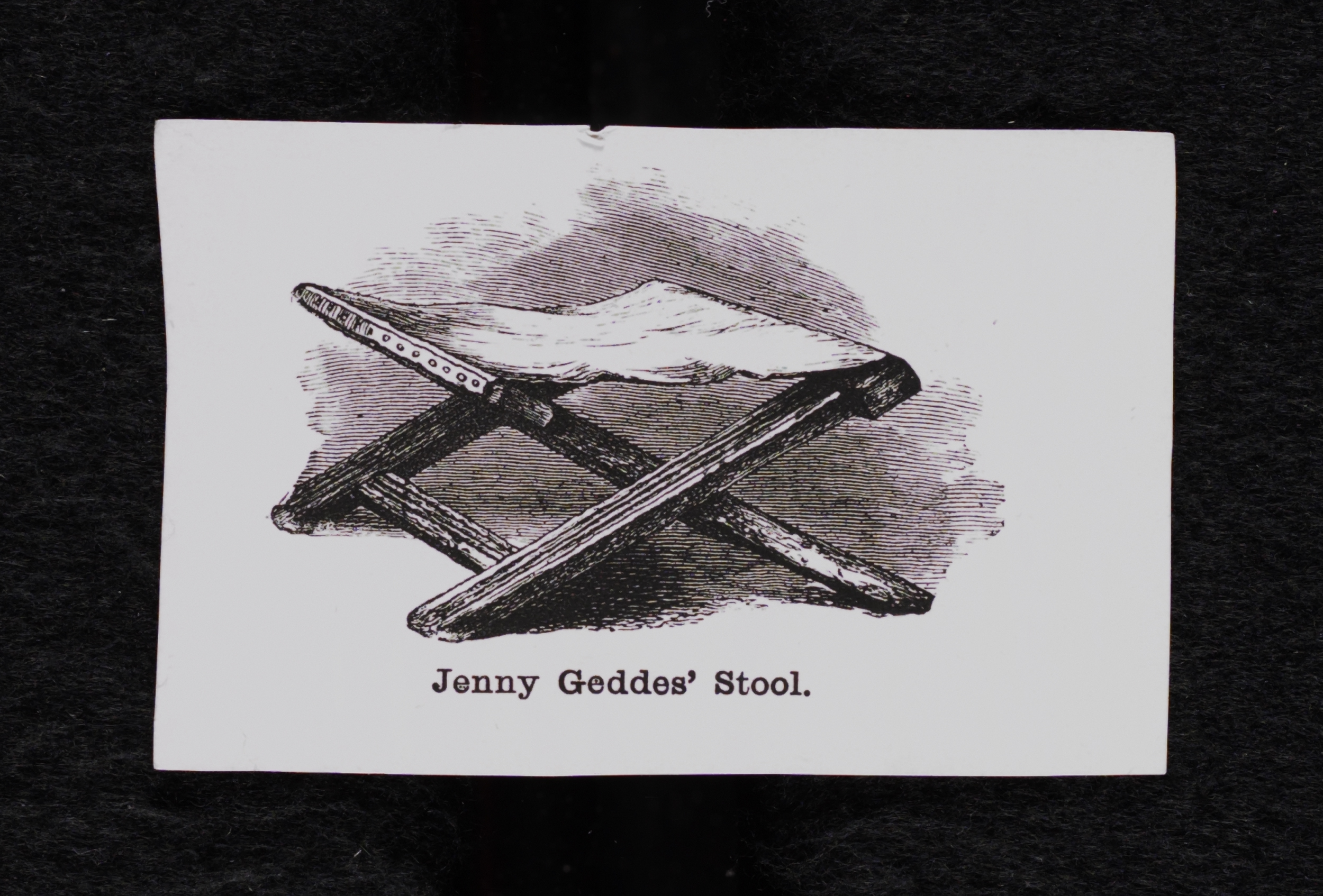
Historisk etsning av Jenny Geddes stol (pall).

Även om både Skottland och England hade avvisat påvemakten utvecklades reformationen på olika sätt i de två länderna. England vidmakthöll stora delar av den gamla katolska praxisen, inklusive en formell liturgi och dagordning. Skottarna, å andra sidan, införde en mycket friare kalvinism. Trots att kung Jakob hade försökt att få den skotska kyrkan att acceptera delar av den högkyrkliga anglikanismen från England, så uppnådde han väldigt lite av det. Hans son och efterföljare, Karl I av England, gick längre och introducerade en engelsk bönbok i den skotska kyrkan år 1637. Detta resulterade i starkt motstånd i Skottland, vilket senare utvecklade sig till ett regelrätt uppror. Det berättas att upproret startade med att en viss Jenny Geddes kastade en utfällbar stol mot prästen i St. Giles' katedral i Edinburgh, i protest mot det första användandet av den nya bönboken.
Representanter för olika fraktioner i det skotska samhället upprättade en "Nationell pakt" (engelska: National Covenant år 1638. Den uttryckte skarp kritik mot kungens liturgiska nymodigheter. Dessa representanter och tillskyndarna av kritiken kom att kallas covenanterna. I november samma år rullade konflikten vidare genom att de skotska biskoparna blev formellt utvisade från kyrkan, som därefter etablerades helt på presbyteriansk grund. Karl I förberedde sig på att försvara lugn och ordning med militärmakt. Men eftersom ingen av sidorna ville gå till full militär konflikt blev ett avtal undertecknat i Berwick-upon-Tweed.
Konflikten förblev olöst, och år 1640 kom det till nya fientligheter i det som senare blev känt som "biskoparnas krig". Karls styrkor i norr besegrades av skottarna vid Newburn väster om Newcastle, och som ersättning för de förlorade trupperna försökte kungen att rekrytera en här bland de iriska katolikerna. Detta ledde till en storm av protester i både Skottland och England, vilket gjorde att Karl blev tvungen att ge upp försöket. Detta provocerade i sin tur fram ett uppror på Irland, och Karl blev tvungen att gå till det engelska parlamentet för att få ekonomisk hjälp. Parlamentet krävde reformer som motprestation, vilket utlöste det engelska inbördeskriget. Denna serie av interna oroligheter och inbördeskrig i England på 1640- och 1650-talet har senare fått namnet trekungadömskriget. Under mellantiden fick convenanterna ansvaret för att styra Skottland, där de samlade en stor här mot de episkopala och romersk-katolska krafterna i den norra delen av landet.

### Inbördeskrig

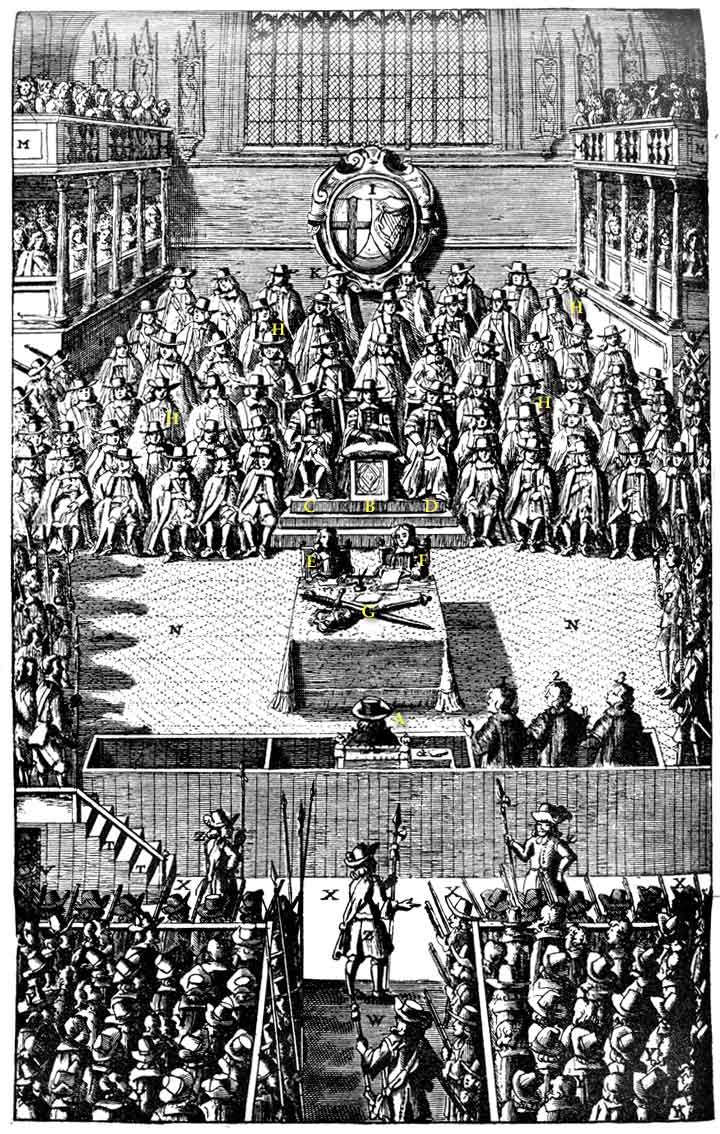
Rättsprocessen mot Karl I 4 januari 1649.

Förutom i inbördeskrigen kom parlamentarianerna till de skotska convenanterna för militärt stöd. Skottarna och parlamentarianerna ingick ett avtal 1642, där skottarna utlovades ytterligare reformer i England. Skotska styrkor bidrog starkt till rojalisternas nederlag, särskilt i slaget vid Marston Moor. Dessutom ockuperade en skotsk här ledd av jarlen av Leven under en period den norra delen av England.
Det var emellertid inte alla skottar som stödde att convenanterna grep till vapen mot kungen, och 1644 manade James Graham, 1:e markis av Montrose högländarna att gå in på kungens sida. Markisen lyckades endast i liten grad samla skottarna på kungens sida, men hade likväl stor framgång med sin mobila strategi stödd av en arme på 1 000 irer, öbor och högländare. Med Montroses seger i slaget vid Tippermuir kom det skotska inbördeskriget i gång i september 1644, och efter en serie segrar över convenanterna låg låglandet öppet för invasion. Montrose miste emellertid nu stora delar av sin armé, när högländare föredrog att dra mot norr. En kort tid senare blev Montroses styrka besegrad i slaget vid Philiphaugh. Montrose försökte sedan att samla nya styrkor för att fortsätta fälttåget, men i juli 1646 tog inbördeskriget slut efter att kungen hade överlämnat sig till skottarna vid Newark.
Året efter ingick Karl ett avtal med de moderata skotska presbyterianerna, medan han fortfarande satt som fånge på Carisbrooke Castle. I avtalet lovades skottarna att presbyterianismen skulle införas i England i en treårig provperiod, mot att skottarna förpliktade sig att hjälpa kungen militärt. Hertigen av Hamilton följde upp avtalet med en invasion av England, men blev slagen av Oliver Cromwell i slaget vid Preston i augusti 1648.

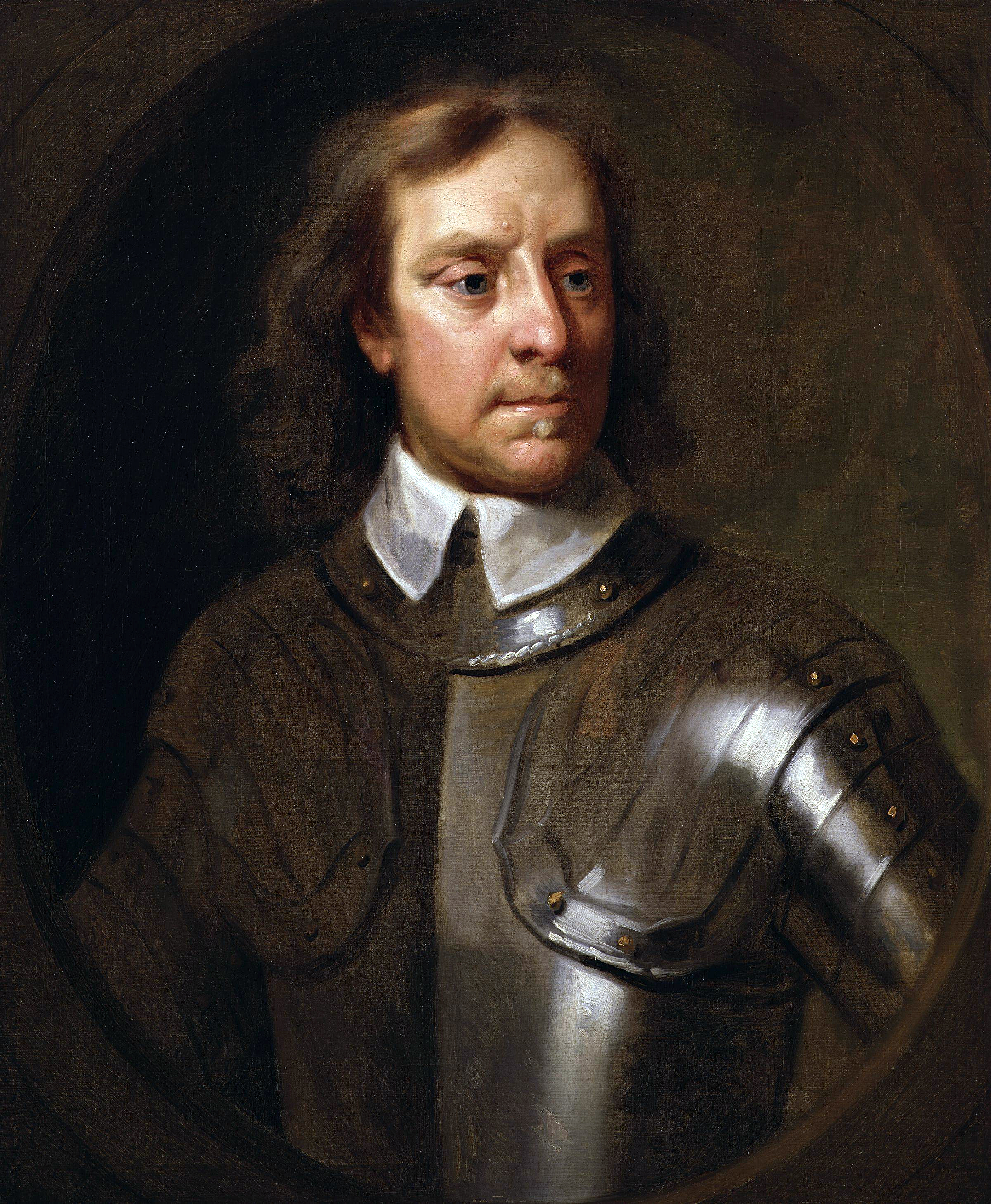
Oliver Cromwell.

### Cromwells ockupation av Skottland
Convenant-regeringen reagerade mycket starkt på avrättningen av Karl I år 1649, och så snart som nyheten om kungens död nådde Skottland blev sonen Karl II krönt i Edinburgh. Detta gjorde att Cromwell invaderade Skottland år 1650, han slog skottarna i Dunbar och Worcester. Under den period som följde var Skottland ockuperat av engelsmännen under George Moncks kommando, innan landet blev inlemmat i Det engelska samväldet. Skottarna slog sig dock inte till ro, så det förekom flera rojalistiska uppror under perioden 1651 till 1654.

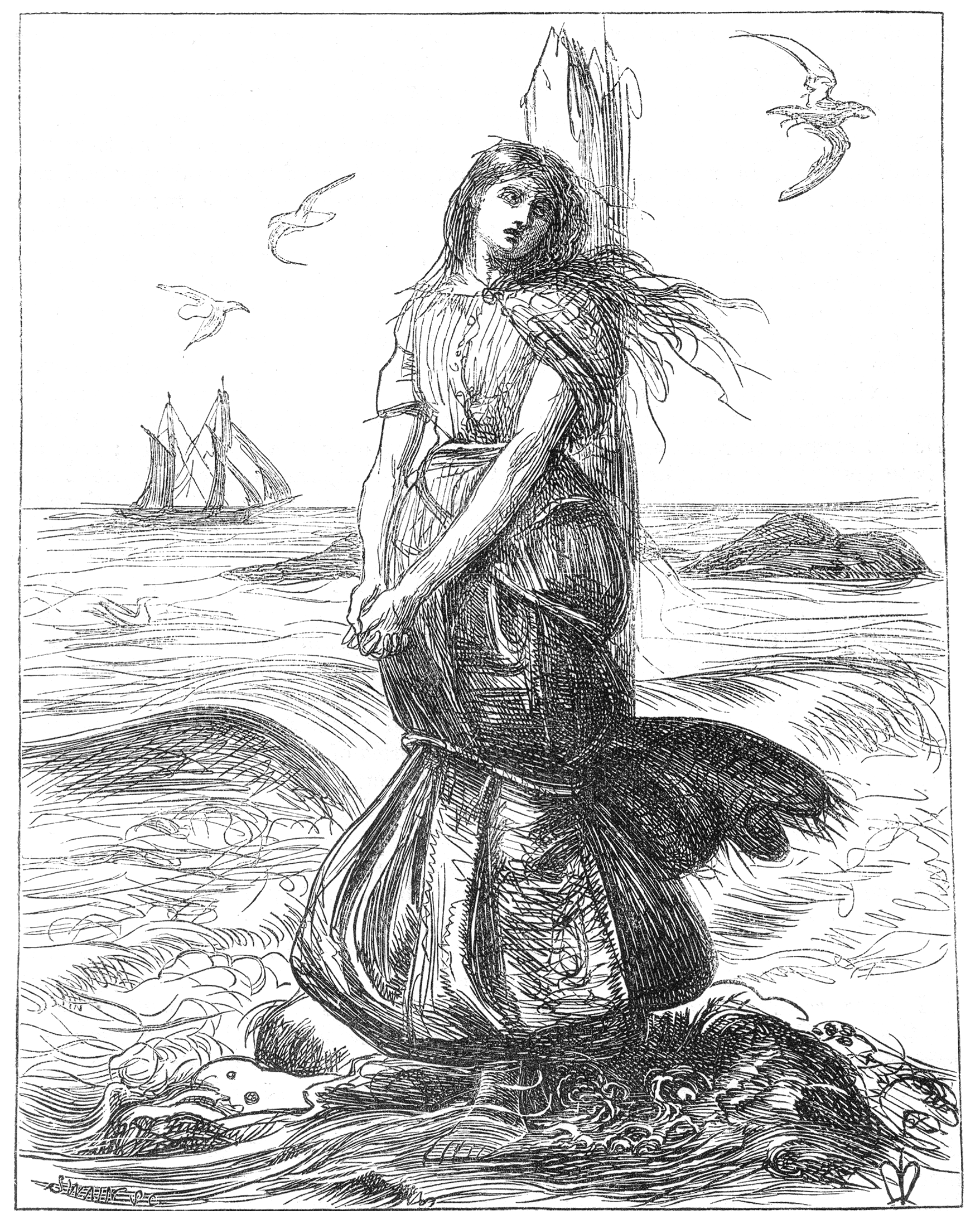
Margaret Wilson dog 1685 genom drunkning. Ill.: Millais, 1862.

Från 1652 till 1660 var Skottland en del av det engelske samväldet och ett protektorat. Men även om landet var under engelsk kontroll fick skottarna samma handelsrättigheter. När samväldet bröt samman och monarki återinfördes under Karl II fick skottarna tillbaka oavhängigheten. De fick också tillbaka sitt parlament. Men de engelska navigasionslagarna hindrade skottarna från att handla med Englands växande kolonier i Nya världen. De två länderna enades om en tydligt definierad riksgräns, och det tull infördes på handel över gränsen. Detta skyddade den skotska tygindustrin mot billiga engelska importvaror, men skadade också den skotska exportnäringen.
Efter restaureringen fick den skotska högadeln ansvaret för att ta hand om kungens intressen norr om gränsen, med John Maitland, 1. hertig av Lauderdale som kungens statssekreterare och högkommissarie för det skotska parlamentet. Den episkopala kyrkoförfattningen blev strax återinförd, vilket resulterade i mycket oro i det starkt presbyterianska sydvästra Skottland. Presbyterianerna i detta område började snart med otillåtna religiösa samlingar, och myndigheternas försök att slå ned på dessa fick som följd ett uppror 1679. Upproret slogs ned av James Scott, 1. hertig av Monmouth i slaget vid Bothwell Bridge. I början av 1680-talet ökade den religiösa förföljelsen kraftigt, i det som historikern Robert Wodrow karaktäriserade som «Dråptiden». När Karl dog år 1685 och följdes av den katolske brodern Jakob eskalerade problemen ytterligare.

## Tidig modern tid

### Avsättandet av Jakob VII

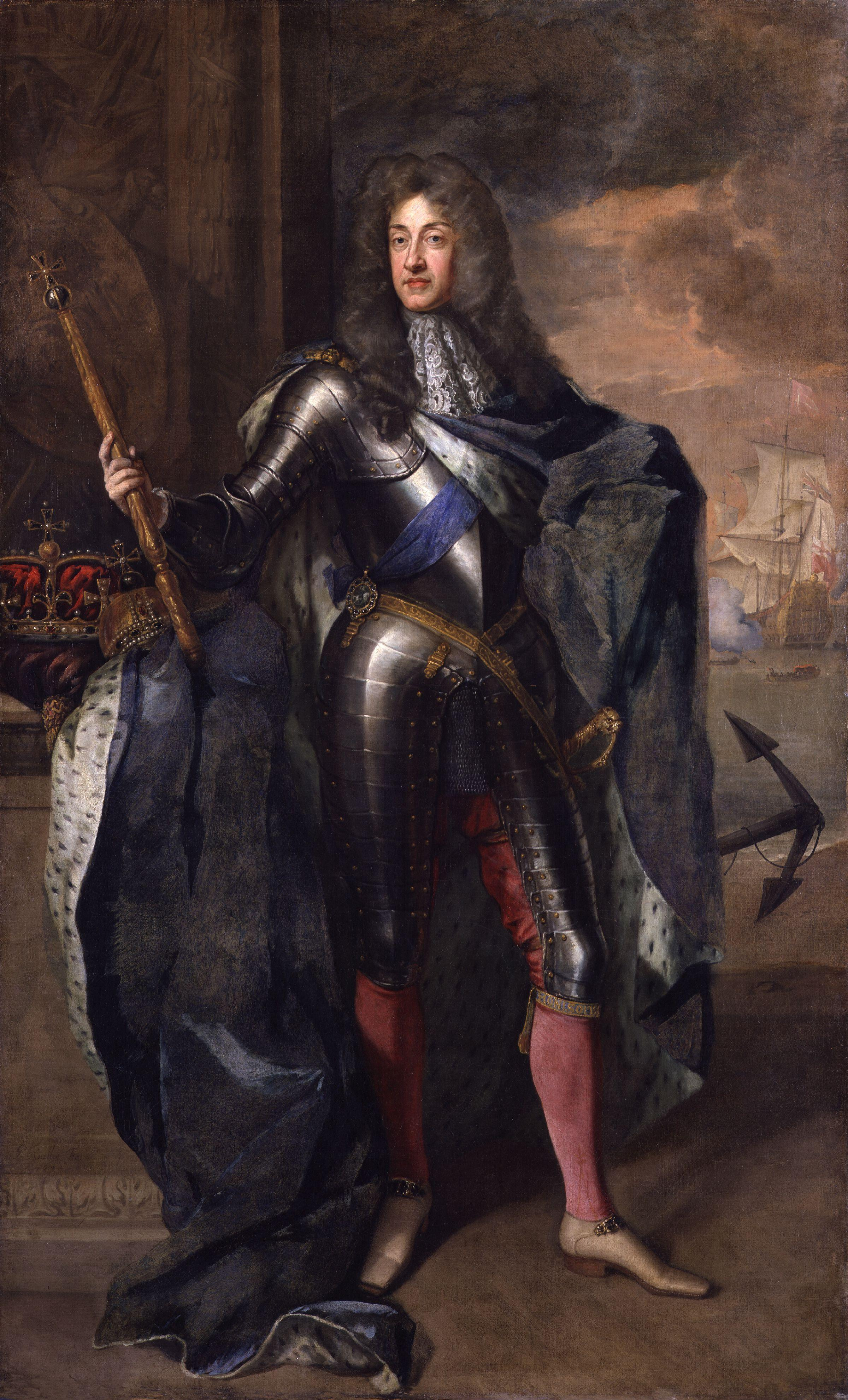
Jakob VII av Skottland och Jakob II av England blev avsatta på grund av sina katolska sympatier.

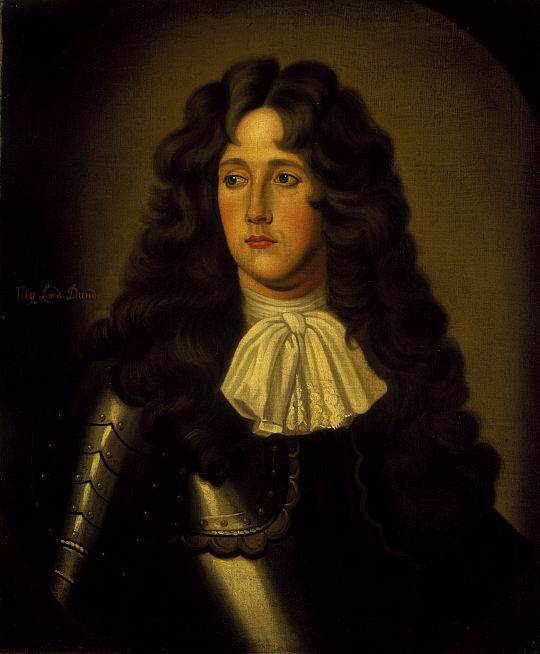
John Graham, också kallad «Bonnie Dundee», gjorde uppror till stöd för den avsatta katolska kungen Jakob VII.

Kung Jakob VIIs försök att ge katolikerna rättigheter upprörde hans protestantiska undersåtar. Varken detta eller hans rörelse mot envälde provocerade fram regelrätta uppror så länge man trodde att han ville efterföljas av sin dotter Maria, som var protestant och hustru till  Vilhelm av Oranien. Men år 1688, när Jakob producerade en manlig arvinge så ändrade det allt.
Efter en inbjudan från engelsmännen förberedde sig Vilhelm av Oranien och landsteg med en styrka på 40 000 man, och som resultat flydde kungen från landet. Även om detta huvudsakligen var engelsk händelse, den så kallade «ärorika revolutionen», fick det stor inverkan på den skotska historien. Medan Vilhelm under namnet Vilhelm III av England accepterade en begränsad kunglig makt under Bill of Rights (ett kontrakt mellan den nye kungen och det engelska parlamentet) hade Skottland ett motsvarande dokument i Claim of Right som var ett betydelsefullt dokument för utvecklingen av rättsreglerna och de borgerliga rättigheterna i Skottland.
Större delen av de skottar som hade inflytande stödde Vilhelm III, men andra, särskilt i Högländerna, fortsatte att vara trogna den avsatte Jakob VII. Hans sak, och dess tillskyndare, som blev kända under beteckningen Jakobiterna, orsakade en rad uppror. Det första jakobitiska upproret, under John Graham (också kallad Bonnie Dundee) besegrade kungens här i Slaget vid Killiecrankie år 1689. Men Dundee själv dödades i det slaget och hans egen här besegrades en kort tid därefter i Slaget vid Dunkeld. Det grundliga nederlaget för Jakob VII i Irland, mot Vilhelm III, i Slaget vid Aughrim år 1691 avgjorde konflikten för en tid. Den protestantiske Vilhelm III stöddes märkligt nog av påven och den katolska habsburg-monarkin mot den aggressiva utrikespolitiken som fördes av Ludvig XIV av Frankrike.

## Den moderna perioden

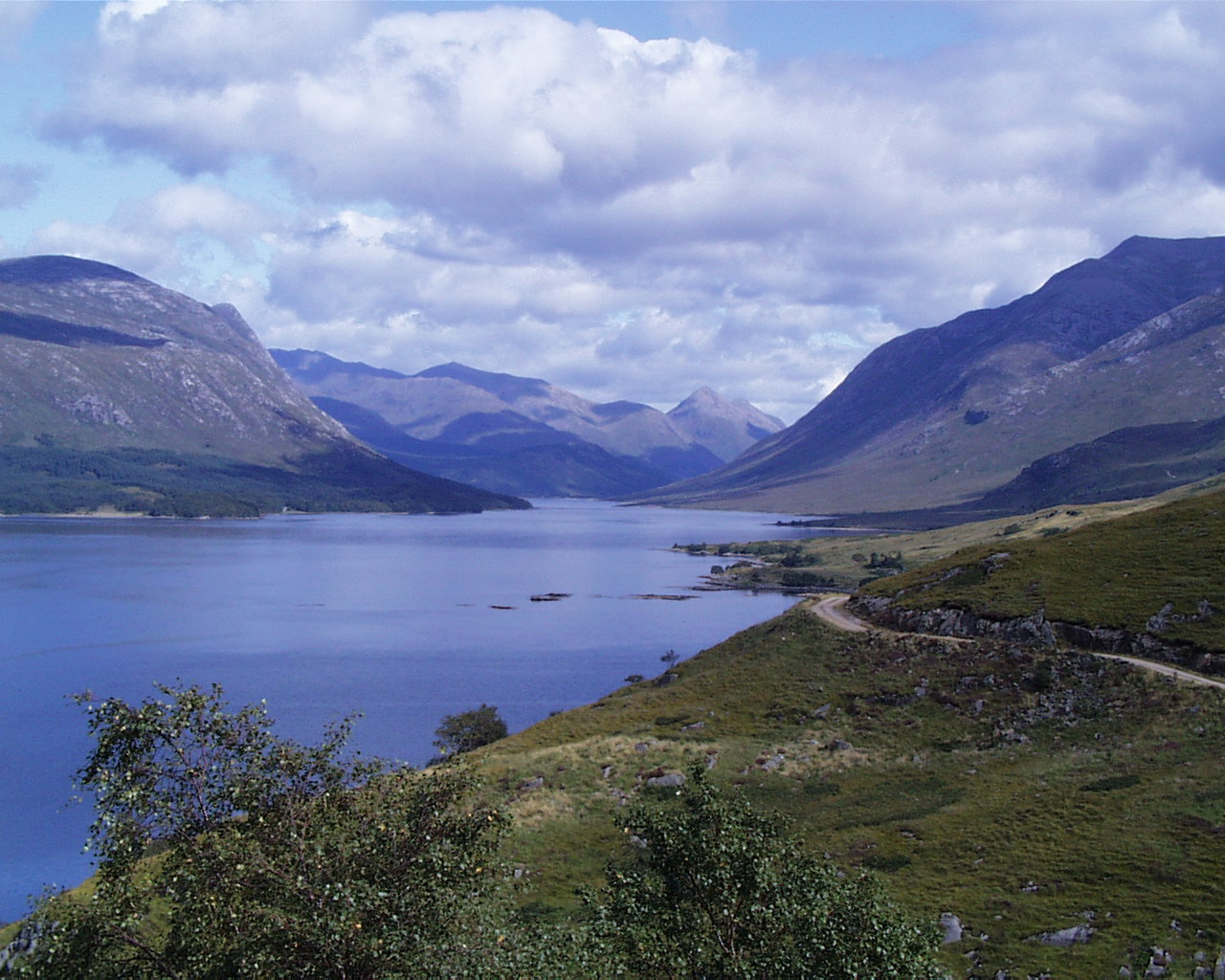
Skotskt landskap; Loch Etive från Sron nam Feannag.

I kölvattnet av den skotska upplysningstiden och den industriella revolutionen blev Skottland ett kommersiellt, intellektuellt och industriellt maktcentrum i Europa. Paradoxalt med tanke på den nationella och kulturella blomstringen rådde samtidigt en djup fattigdom som kulminerade med de brutala Highland Clearances på 1800-talet, då småfolkets bostäder blev nedbrända, svält och nöd bredde ut sig och en stor andel av Skottlands befolkning tvingades att utvandra för att ge plats åt betesmark för de rikas boskap. 
I perioden närmast efter Andra världskriget resulterade den industriella nedgången i nöd och arbetslöshet. Men de senaste decennierna har Skottland sett en kulturell och ekonomisk renässans som stärkts av förbättrad ekonomi, framväxandet av elektronikindustrier och utvinning av råolja och naturgas i Nordsjön. År 1945 fick det Skotska nationalistpartiets första medlem i parlamentet visst stöd för idén om skotsk självständighet. Denna tanke fick sedan allt starkare stöd. Men 1979 röstade en majoritet av skottarna nej till en egen folkvald församling med säte i Edinburgh. Den konservativa statsministern Margaret Thatcher hade däremot svårt att samarbeta med skottarna. Den konservativa regeringens skattepolitik mötte hårt motstånd från skottarna. Detta ledde åter igen till krav på skotskt självstyre.  
Regeringsmakten över Skottland blev delegerad från det brittiska parlamentet till det skotska parlamentet genom Skottlandslagen från 1998. Det skotska parlamentet, som etablerades 1999, har den lagstiftande och verkställande makten. Den verkställande makten utövas av en exekutivkommitté (Scottish Executive) som leds av en premiärminister.
I folkomröstningen om skotsk självständighet 2014, framdriven av Skotska nationalistpartiet, avslogs förslaget om skotsk självständighet, med 55,3 procent nejröster. Större delen av Skottlands valdistrikt röstade för att stanna i Storbritannien, med undantag för Glasgows storstadsområde och Dundee där en svag ja-majoritet uppnåddes.